# دختر همسایه (فیلم ۱۳۴۰)
دختر همسایه فیلمی به کارگردانی و نویسندگی پرویز خطیبی محصول سال ۱۳۴۰ است.

## خلاصه داستان
میرزا عبدالله، پیرمرد خسیس و لثیم، عرصهٔ زندگی را بر خانواده اش تنگ کرده‌است. پسر جوانش فریدون به فریده، دختر همسایه، علاقه دارد و با او قرار ازدواج گذاشته‌است. میرزا عبدالله حاضر نیست زیر دست و بال پسرش را بگیرد، و پدر تصمیم دارد فریده را به عقد خود و دخترش را به عقد تاجری پیر درآورد؛ اما دختر با جوانی تحصیل کرده به نام نادر قرار ازدواج گذاشته‌است. میرزاآقا رسول دلال را برای خواستگاری فریده نزد مادرش می‌فرستد، و وقتی مراسم عقد برگزار شده فریدون به کمک دوستش حسن فرفری و طالع بین پیری شایع می‌کنند که میرزا عبدالله فوت کرده و مراسم را به هم می‌زنند. فریدون و حسن برای متنبه کردن میرزا حمزه پول‌های چال شدهٔ او را از توی باغچهٔ خانه می‌یابند، و میرزا از آنچه بر سرش آمده به بستر بیماری می‌افتد. سرانجام فریدون با فریده و نادر با خواهر فریدون ازدواج می‌کنند.

## بازیگران
- عزت اله وثوق
- فرانک میرقهاری
- رقیه چهره‌آزاد
- تقی ظهوری
- هوشنگ سارنگ
- حمید قنبری
- غلامحسین بهمنیار
- ژیلا (بازیگر)
- سامیه (بازیگر)
- چنگیز جلیلوند
- روح اله مفیدی
- ناهید قوانلو
- پرویز بهادر